# エミール・カルタイヤック

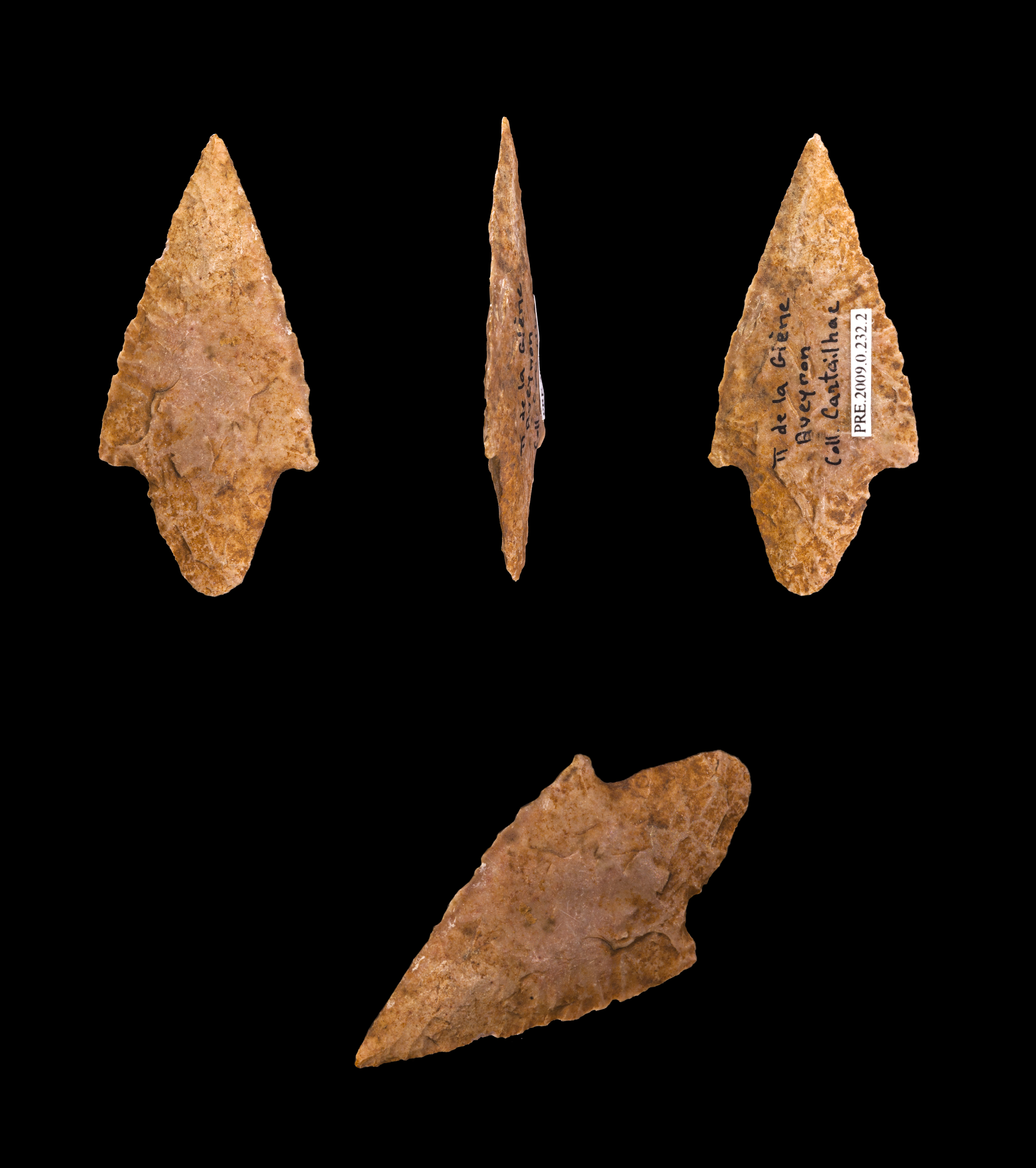
Pointe de flèche du néolithique – Muséum de Toulouse

エミール・カルタイヤック（Emile Cartailhac、1845年2月15日 - 1921年11月26日）はフランスの考古学者である。

## 経歴
1845年、マルセイユ生まれ。当初は法律を学んだが、次第に考古学に惹かれるようになり、余暇にアヴェロンのドルメンの調査に加わっていた。法律家をやめ、考古学に専念するようになり、1867年にはパリ万国博の先史時代の展示の責任者となった。
1882年からトゥルーズ大学で考古学を教え、1897年にアカデミー・デ・ジュー・フロロー(en:Académie des Jeux floraux)の学芸員となった。1902年にトゥルーズのSaint Raymond博物館(fr:Musée Saint-Raymond)の館長となった。1915年トーマス・ハックスリー記念賞受賞。

## 研究内容・業績
1902年に『スペイン、アルタミラの洞窟－懐疑論者の罪状告白』（La grotte d’Altamira, Espagne. Mea culpa d’un sceptique）を発表。それまで旧石器時代に洞窟壁画が描かれたという説は疑問視されていたが、この研究により洞窟壁画が旧石器時代のものであることが受け入れられることとなった。